# Sven Lohmann
Sven Lohmann (* 11. November 1974) ist ein deutscher Journalist. Er leitet seit Anfang 2025 das Verifikations-Team im NDR. Vorher war er von Januar 2020 bis Ende 2024Auslandskorrespondent im ARD-Studio London.

## Werdegang
Seine journalistische Laufbahn begann Sven Lohmann 1998 als Sportreporter beim NDR-Hörfunk. Für NDR 90,3 berichtete er über Fußball, Tennis und Pferdesport. Lohmann studierte Politik, Betriebswirtschaftslehre, Öffentliches Recht und Sport an den Universitäten in Kiel und Hamburg. 2003 begann er ein Volontariat beim Norddeutschen Rundfunk.
Im Anschluss arbeitete er als Autor für Sendungen wie NDR Aktuell, ZAPP und Panorama. 2010 wurde er Redaktionsleiter der NDR-Sendung Menschen und Schlagzeilen und entwickelte parallel das Politmagazin Panorama 3 für das NDR Fernsehen. Mit dem Sendestart im August 2012 leite Lohmann dann die Redaktion von Panorama 3. Die Sendung ist gemeinsam mit der ARD-Sendung Panorama und dem Reportage-Format Panorama die Reporter Teil der Panorama-Markenfamilie. Im Januar 2020 wechselte Lohmann als Korrespondent ins ARD-Studio London. Seit 2025 leitet er das Verifikations- und Faktencheckteam im NDR. 

## Auszeichnungen
2019 erhielt Sven Lohmann gemeinsam mit Volker Steinhoff und Dietmar Schiffermüller den Grimme-Preis für besondere journalistische Leistung, stellvertretend für die Panorama-Redaktionen und ihre Berichterstattung über die Ereignisse beim G20-Gipfel in Hamburg. 2006 wurde Lohmann mit dem Otto-Brenner-Preis ausgezeichnet.